# بلاغباشي
بلاغباشي هي مدينة ومركز مقاطعة بلاغباشي في ولاية أنديجان في أوزبكستان. بلغ سكانها 32,200 نسمة في 2016.